# رنگینه کارگر
رنگینه کارگر (۱۳۶۴ در ولسوالی سیغان) سیاستمدار اهل افغانستان و نمایندهٔ ولایت فاریاب در ولسی جرگه است.

## زندگی
در سال ۱۳۶۴(خورشیدی) در قریهٔ قرونه ولسوالی سیغان ولایت بغلان متولد شد. مکتب را در لیسه ستاره شهر مزارشریف به پایان رساند، در سال ۱۳۸۲ وارد دانشکدهٔ اقتصاد دانشگاه بلخ شد و در سال ۱۳۸۶ از شعبه مالی و پولی آن دانشکده فارغ‌التحصیل گردید. کارگر مجمع‌های زنان را تأسیس کرد و برای ارتقای سواد زنان دهات، در ولسوالی اندخوی به تدریس در کورس‌های سوادآموزی پرداخت. وی همچنان به عنوان کارمند کمیسیون پروسه برگذاری انتخابات ریاست جمهوری افغانستان و منحیث ترینر معلم در مؤسسه سی. اچ. ای ایفای وظیفه نموده‌است.
خانم کارگر در سال ۱۳۸۹ برای پارلمان افغانستان کاندید شد که از مردم رأی اعتماد گرفت و عضویت دوره شانزدهم مجلس نمایندگان را کسب کرد.
وی به هیچ حزب، تنظیم و جریان سیاسی وابسته نبوده‌است، خود را متعلق به نسل نوین افغانستان می‌داند که به دموکراسی، پلورالیسم سیاسی، حقوق بشر و تساوی حقوق زنان باورمند است.
او به‌عنوان جوان‌ترین عضو مجلس نمایندگان افغانستان متأهل بوده و دارای یک فرزند پسر و یک دختر است. او به زبان‌های فارسی دری، ازبکی، انگلیسی و پشتو تسلط دارد.